# NV Ingenieurskantoor voor Scheepsbouw
«Инженерная судостроительная контора» (нидерл. NV Ingenieurskantoor voor Scheepsbouw, IvS) — голландская подставная компания, основанная немецкими Рейхсмарине после Первой мировой войны, для создания новых разработок по проектам подводных лодок, в связи с запретами, установленными Версальским Мирным договором. Компанией были спроектированы несколько типов подводных лодок для различных стран, в том числе проекты подводных лодок типа «Средняя» для СССР и подводных лодок типа II и типа VII для Германии. Кроме того, компания выполняла работы по заказу финского министерства обороны: по их проекту были построены броненосцы типа «Вяйнямёйнен».
Компания являлась совместным предприятием немецких судостроительных заводов «AG Vulcan», «Germaniawerft» из Киля и «AG Weser» из Бремена. Проектные работы проводились на территории этих компаний в Германии.

## Продажа подводных лодок

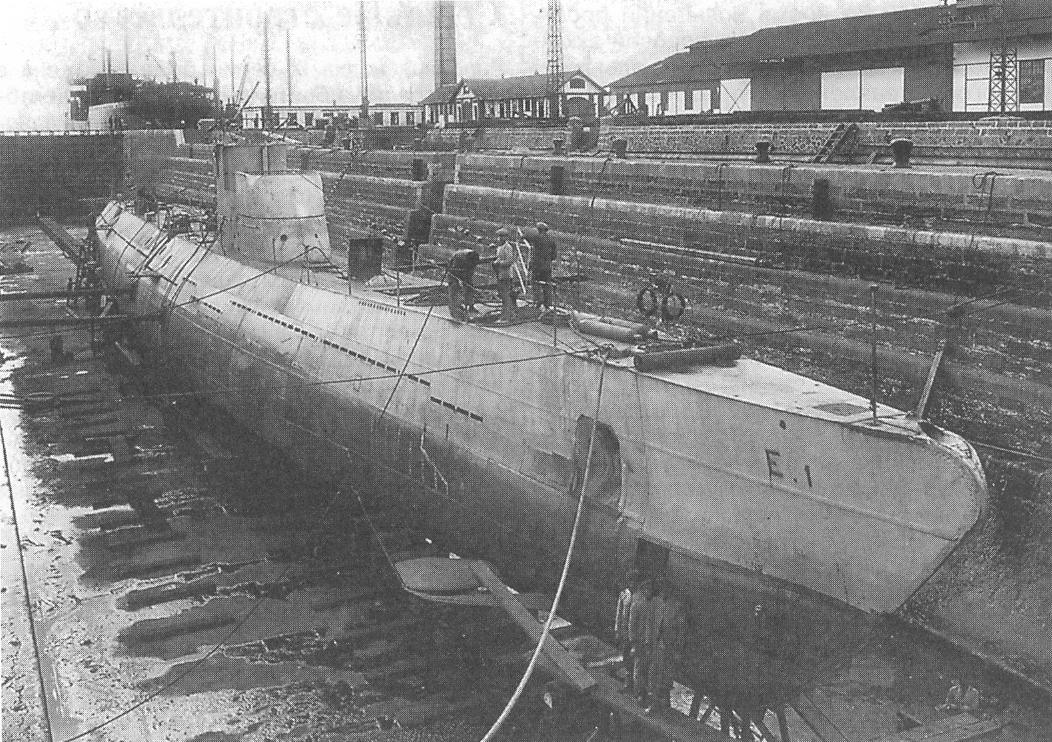
E-1, предназначенная для Испании, купленная Турцией, ставшая базой для советских «Эсок»

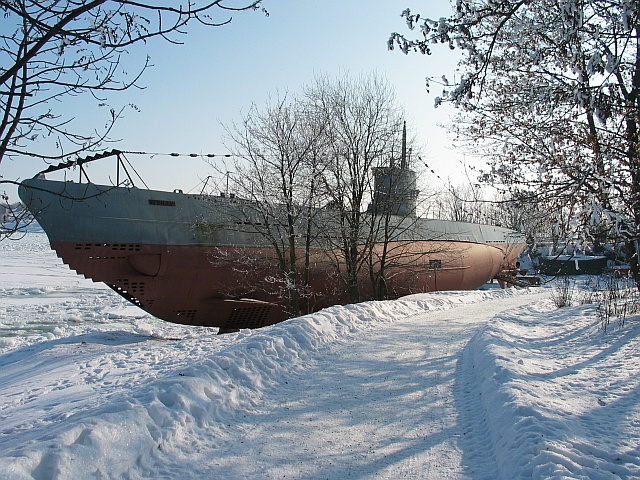
Весикко

Компания была основана немецкими ВМС как филиал немецкой компании «Дешимаг». Руководителем коллектива конструкторов был немец, бывший подводник, капитан Блюм, должность технического директора исполнял известный конструктор доктор Техель.
Первые подводные лодки, спроектированные компанией IvS, предназначались для Испании, но в дальнейшем были перепроданы Турции. Обе эти лодки были спущены на воду в 1927 году и были очень близки к немецким подводным лодкам типа UBIII времён Первой мировой войны. Между 1927 и 1933 годами 5 подводных лодок, сконструированных компанией IvS, были построены в Финляндии. Первой из них была миниатюрная «Саукко», предназначенная для службы на Ладожском озере. Вторая, CV 707, позже была переименована в «Весикко» и явилась прототипом для создания подводных лодок типа II. Затем были построены три лодки типа «Ветехинен», являвшиеся, по сути, предшественниками немецких лодок типа VII.
Контракты были составлены таким образом, что персонал компании IvS участвовал в подготовке экипажей, а также был допущен и принимал участие в ходовых испытаниях подводных лодок. Благодаря этому, немцы, которым в то время было строго запрещено иметь собственные подводные лодки, приобрели необходимые знания о том, как ведут себя на практике спроектированные ими новые типы лодок.

## Поздние проекты
В 1933 году Германия основала школу для подготовки экипажей подводных лодок под названием «Школа защиты от подводных лодок» (нидерл. Unterseebootsabwehrschule). Эта школа располагалась в городе Киль, и её появление повлекло создание флотилии из 8 подводных лодок, с водоизмещением 500 тонн. Впоследствии их число увеличилось до 16.
Позднее, Германия разработала план воссоздания действующего флота. Согласно этому плану, уже спроектированные типы подводных лодок, которые должны были составлять основу флота, именовались «Экспериментальные моторные лодки». Для их строительства был выбран завод «Deutsche Werke» в городе Киль, а новая база подводных лодок должна была быть построена в Киль-Дитрихсдорфе. По плану должны были быть построены и спущены на воду следующие подводные лодки:
- 1934 год — 2 большие, 800-тонные и 2 малые, 250-тонные ПЛ.
- 1935 год — 4 малые 250-тонные ПЛ.
- 1936 год — 2 большие, 800-тонные и 6, 250-тонных ПЛ
- 1937 год — 2 большие, 800-тонные и 6, 250-тонных ПЛ

## Крейсеры
Компания «IvS» также принимала участие в проектировании линейных крейсеров для Нидерландов. Линейных крейсеры, как считали некоторые, были очень важны для защиты Голландской Ост-Индии от возможной экспансии со стороны Японии, особенно по причине недостатка в Голландских ВМС подобных судов. Эти проекты во многом базировались на немецком линкоре Гнейзенау и предполагалось, что Германия построит орудийные башни для этих судов, поскольку их постройка в Нидерландах была невозможна. В итоге, политические разногласия не позволили довести эти проекты до конца и ни один линкор так и не был спущен на воду, поскольку 10 мая 1940 года Германия вторглась на территорию Нидерландов.